# Haggenmacher Henrik (nagyiparos, 1855–1917)
Ifjabb Haggenmacher Henrik (?, 1855. – Budapest, 1917. május 3.) svájci származású magyar nagyiparos, sörgyárigazgató.

## Élete
Idősebb Haggenmacher Henrik (1827–1917) és Liechti Mária Magdolna (1834–1889) fiaként született. Édesapjához hasonlóan ő is az ipar területén működött. A magyar közgazdasági élet egyik vezérférfija volt, aki nagy szaktudásával és bő tapasztalataival elévülhetetlen érdemeket szerzett a magyar ipar fellendítése körül. A „Haggenmacher” kőbányai és budafoki Sörgyárak (Budapest, Nagytétényi út 48.) igazgatói tisztségét is betöltötte. Utóbbi vezetését 1880-ban adta át neki az édesapja.
62 éves korában hunyt el, 1917. május 3-án reggel ½ 7-kor rövid, súlyos betegség után, 1 hónappal megelőzve közel 90 éves édesapját. Május 6-án temették el a Fiumei úti sírkertben lévő halotti kriptában (amely nem azonos édesapja sírjával).
Életéről nem sokkal később Aich György, a Magyar Serfőzők Egyesületének elnöke emlékezett meg az egyesület közgyűlésén.

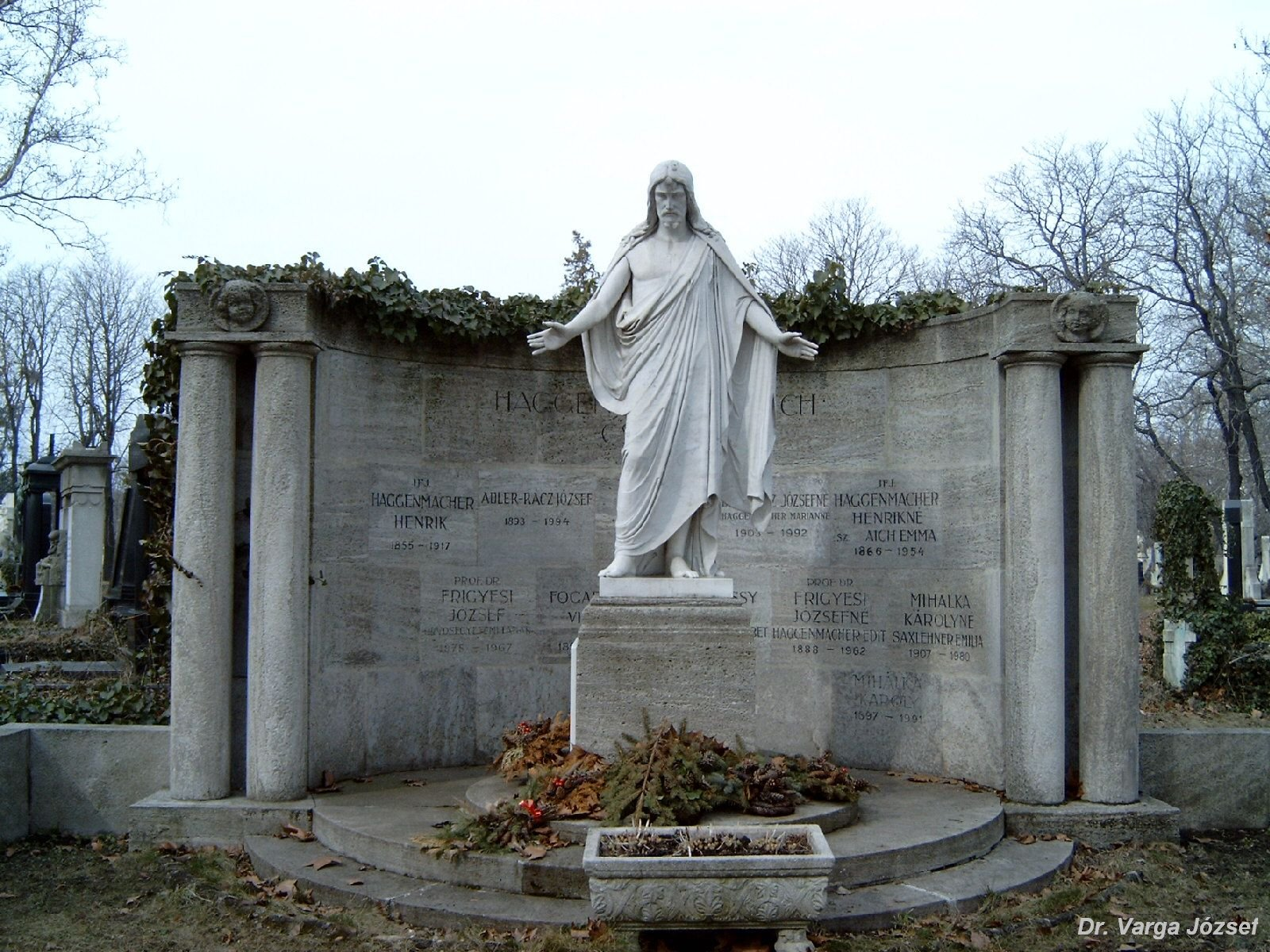
Nyughelye a Fiumei úti sírkertben

## Családja
Felesége Aich Emma Anna (1866. – 1954. október 5.) volt. Gyermekeik:
- Haggenmacher Emma (1885. január 16. – 1958. május 18.)[12]
- Haggenmacher Márta Mária Jozefa (1886. április 14. – 1969. október 20.)[13]
- Haggenmacher Edit (1888. április 12. – 1962. június 18.)[14]
- legifjabb Haggenmacher Henrik (1898. február 27. – 1972.)[15]
- Haggenmacher Marianne (1903. szeptember 1. – 1992. szeptember. 17.)[16]